# Bitwa pod Duniłowiczami (VI 1920)
Bitwa pod Duniłowiczami – walki polskiego 33 pułku piechoty i 36 pułku piechoty z 12 Dywizją Strzelców toczone w ramach polskiej kontrofensywy nad Berezyną w okresie wojny polsko-bolszewickiej.

## Przebieg działań

### Sytuacja ogólna
14 maja 1920 roku ruszyła sowiecka ofensywa wojsk Frontu Zachodniego Michaiła Tuchaczewskiego. 15 Armia Augusta Korka i Grupa Północna Jewgienija Siergiejewa uderzyły na pozycje oddziałów polskich 8 Dywizji Piechoty i 1 Dywizji Litewsko-Białoruskiej w ogólnym kierunku na Głębokie. Wykonująca uderzenie pomocnicze 16 Armia Nikołaja Sołłohuba zaatakowała oddziały 4 Armii gen. Stanisława Szeptyckiego i podjęła próbę sforsowania Berezyny pod Murawą i Żukowcem oraz pod Żarnówkami i Niehoniczami. Wobec skomplikowanej sytuacji operacyjnej, 23 maja rozpoczął się ogólny odwrót wojsk polskich w kierunku zachodnim.
Naczelne Dowództwo Wojska Polskiego postanowiło rozstrzygnąć sytuację nad Berezyną w sposób zaczepny. Dowodzenie przejął naczelny wódz marsz. Józef Piłsudski , a wojska gen. Szeptyckiego szykowały się do natarcia. Po zatrzymaniu sowieckiej ofensywy, Armia Rezerwowa gen. Kazimierza Sosnkowskiego, przy współudziale oddziałów 1 i 4 Armii, zaczęła spychać przeciwnika na linię rzek Auta i górna Berezyna.

### Działania pod Duniłowiczami
3 czerwca od dowódcy 8 Dywizji Piechoty gen. Józefa Czikela 36 pułk piechoty Legii Akademickiej mjr. Mieczysława Rysia-Trojanowskiego otrzymał zadanie sforsowania Zareżanki pod Duniłowiczami i utworzenia na jej wschodnim brzegu przyczółka. Na wschód od Duniłowicz stały główne siły sowieckiej 12 Dywizji Strzelców.
Wczesnym popołudniem pułk podszedł do rzeki, a idący w awangardzie I batalion przez zaskoczenie opanował most i wdarł się do Duniłowicz. W tym czasie II batalion przeprawił się przez rzekę na południe od miejscowości. Zagrożone oskrzydleniem oddziały 12 Dywizji Strzelców rozpoczęły odwrót, a bataliony polskie obsadziły wzgórza położone dwa kilometry na wschód od Duniłowicz, po obu stronach traktu na Głębokie.
Około 15.30 dwie brygady sowieckiej 12 Dywizji kontratakowały linią tyralier w kierunku na Daniłowicze, zepchnęły Polaków na skraj miejscowości i rozpoczęły manewr obejścia 36 pułku piechoty.
W tym czasie w rejon walk wszedł opóźniony III/36 pp, uderzył z marszu na lewe skrzydło sowieckiej tyraliery i obrzucił je granatami. Zdezorientowany przeciwnik zaczął się cofać. 
Niezdecydowanie przeciwnika wykorzystał natychmiast II batalion i przeszedł do  kontrataku. Podobnie uczyniły też kompanie I batalionu. Sowieci wycofali się, a polskie bataliony ponownie obsadziły wzgórza na wschód od Duniłowicz.
Rano 4 czerwca do walki wszedł 33 pułk piechoty. Natarcie dwóch polskich pułków wspierały trzy baterie 8 pułku artylerii polowej. Po krótkiej, ale zaciętej walce oddziały sowieckiej 12 Dywizji Strzelców rozpoczęły odwrót.

## Bilans walk

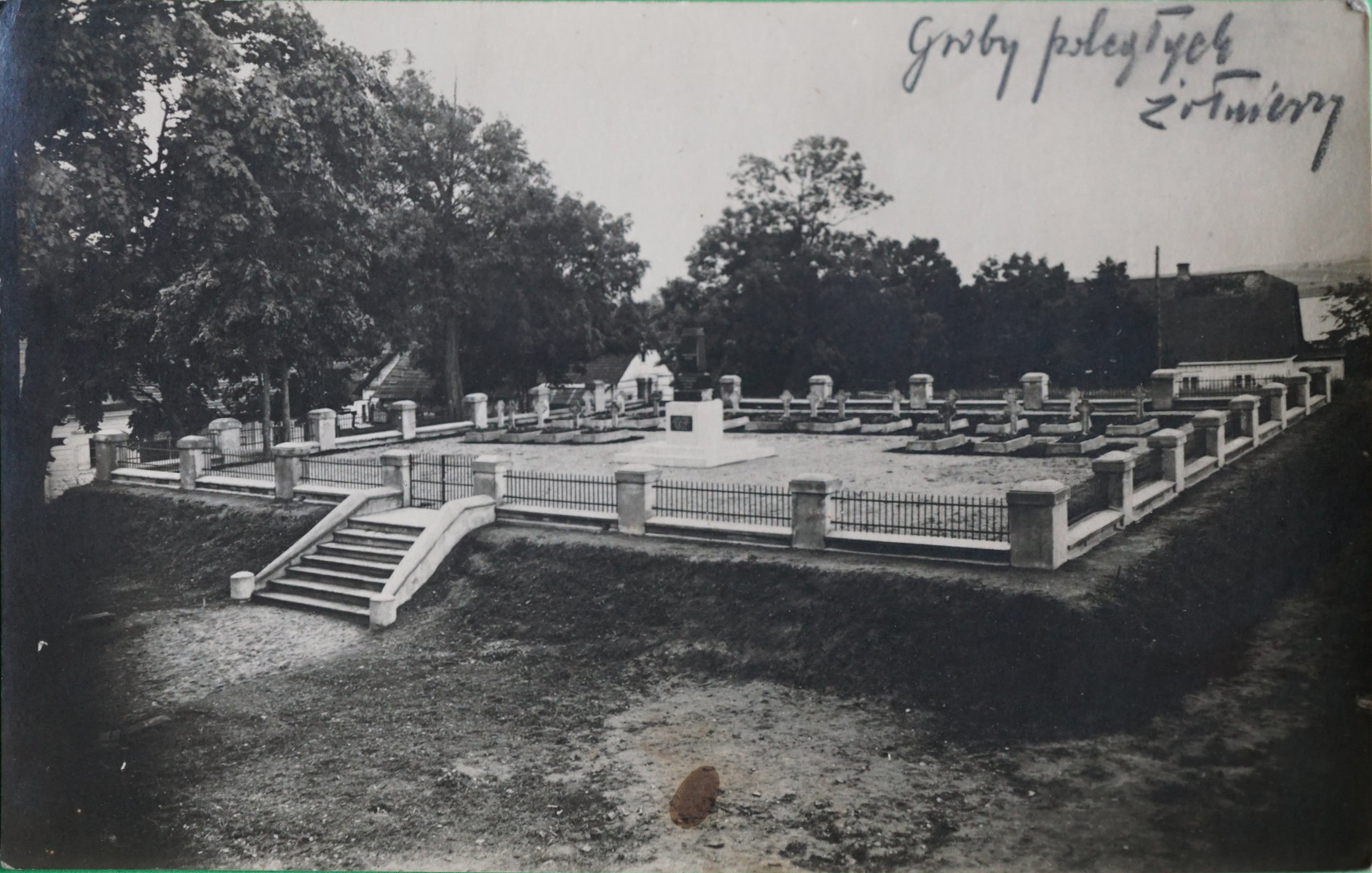
Cmentarz polskich żołnierzy w Duniłowiczach

Bitwa pod Duniłowiczami zakończyła się zwycięstwem polskich pułków. Polacy stracili ponad 200 poległych i rannych, a sowiecka 12 Dywizja Strzelców około tysiąca poległych, rannych, jeńców oraz osiem cekaemów.
Data bitwy – 3 czerwca – była do 1939 roku świętem 36 pp Legii Akademickiej.